# Phaseninversion
Als Phaseninversion (auch Phasenumkehr) bezeichnet man eine Umkehr der Phasenlage, die bei Emulsionen oder halbfesten Zubereitungen, wie z. B. Hautcreme, aufgrund von Temperaturerhöhungen, durch Zugabe eines entgegengesetzt wirkenden Emulgators (Elektrolyte), Änderung des Grenzflächenfilms oder des pH-Wertes eintreten kann. Dabei schlägt z. B. eine W/O(Wasser in Öl)-Emulsion in eine O/W(Öl in Wasser)-Emulsion um und die Emulsion verliert dabei ihren lipophilen Charakter.

## Phasenlage und Bancroftsche Regel
Ein disperses System wie zum Beispiel eine Emulsion besteht aus einer dispersen (= verteilten) Komponente und einem Dispersionsmittel (= äußere Phase), in dem die Teilchen bzw. Tenside verteilt sind. Beispiel: Zucker ist im Wasser verteilt – Zucker ist die disperse Komponente und Wasser das Dispersionsmittel → Beide zusammen: Das disperse System.
Die nach Wilder Dwight Bancroft benannte Bancroftsche Regel besagt: „Diejenige Flüssigkeit, in der sich der Emulgator besser löst oder von der er besser benetzt wird, bildet die äußere Phase.“ Löst sich also ein Tensid in der wässrigen Phase einer Emulsion, ist die äußere Phase auch die wässrige, und es handelt sich um eine O/W-Emulsion.

## Phaseninversion und HLB-Wert
Der HLB-Wert ist, insbesondere bei nichtionogenen Tensiden, stark temperaturabhängig; mit steigender Temperatur nimmt er ab. Die Abnahme des HLB-Wertes besagt, dass das Tensid sich mehr und mehr lipophil verhält. Ursache hierfür ist, dass die Wasserstoffbrückenbindungen, die für die Hydratation des polaren Tensidteils Voraussetzung sind, eine wesentlich höhere Temperaturempfindlichkeit als die unpolaren Wechselwirkungen zeigen. Durch Temperaturveränderung kann sich also die Polarität stark verändern, da bei höheren Temperaturen die lipophilen Wechselwirkungen begünstigt werden, wodurch eine Umkehr der Phasenlage erfolgen kann. Die betreffende Temperatur, bei der z. B. eine Creme vom O/W-System (überwiegend hydrophil) zum W/O-System (überwiegend lipophil) umschlägt, wird als Phaseninversionstemperatur (PIT) bezeichnet.

## Messung

### Bestimmung der Phaseninversion mittels Leitfähigkeit
Es ist zu erwarten, dass bei höheren HLB-Werten die Leitfähigkeit zunimmt, da bei höheren HLB-Werten der hydrophile Anteil der Tenside zunimmt. Wasser enthält zudem Protonen (H+) und Hydroxid-Ionen (OH−), die den Strom sehr gut weiterleiten, siehe Grotthus-Mechanismus. Ist Wasser die äußere Phase, also das Dispersionsmittel, so weist die Lösung eine hohe Leitfähigkeit auf, besteht das Dispersionsmittel aus der öligen Phase, ist die Leitfähigkeit gering. Dies nutzt man bei der PIT-Methode aus. Sobald eine Phasenumkehr eintritt, kann eine signifikante Änderung der Leitfähigkeit registriert werden.

### Bestimmung der Phasenlage mit Anfärbemethoden
Eine weitere Methode, die Phasenlage zu bestimmen, ist der Anfärbetest.
Dabei wird etwas Absorptionsgrundlage, wie z. B. Creme, auf eine Tüpfelplatte gegeben und an den Seitenrändern neben der Probe jeweils 2 bis 3 Tropfen Sudan-III-Lösung 5 % und Methylenblaulösung aufgebracht. Sudanrot färbt die lipophilen Anteile und Methylblau die hydrophilen Anteile der Emulsion. Ist nun z. B. Wasser die äußere Phase, bilden sich im Inneren der blau gefärbten Grundlage rote Fetttröpfchen. Anderenfalls ergeben sich blau gefärbte hydrophile Tröpfchen in der rot gefärbten Emulsionsgrundlage.